# Ústava Prvního Francouzského císařství

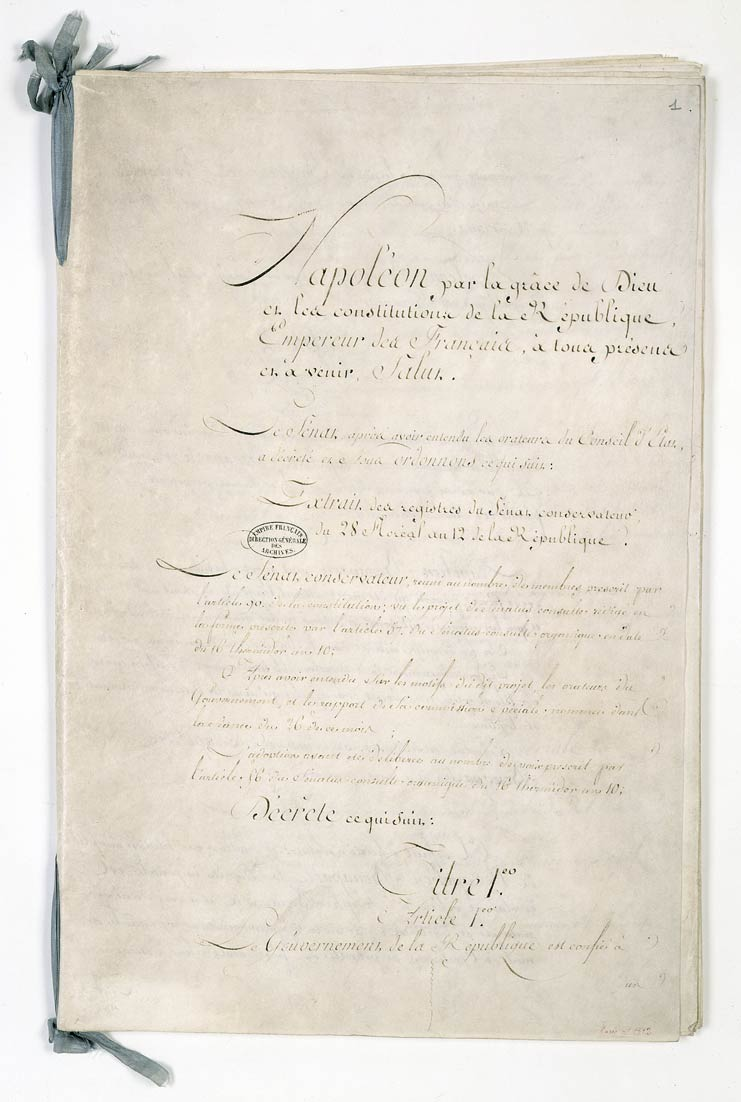
Ústava Prvního císařství

Ústava Prvního francouzského císařství (francouzsky oficiálně: Sénatus-consulte organique du 28 floréal an XII), též Ústava roku XII (francouzsky Constitution de l'an XII) z 18. května 1804 stanovovala Napoleona Bonaparta císařem Francouzů. Dne 4. června 1814 byla zrušena a nahradila ji Charte constitutionnelle, která znovu zavedla monarchii. Ústavu vypracoval Sénat conservateur na žádost Napoleona, který byl tehdy prvním doživotním konzulem, a 6. listopadu 1804 byla potvrzena referendem.

## Charakteristika
Text, který se skládal ze 142 článků, založil ve Francii první císařství (Premier Empire). První dva články stanovily, že Francii vládne císař (impereur) a že tímto císařem je Napoleon Bonaparte.
Články 3 až 8 stanovily, že po Napoleonově smrti přechází císařská důstojnost na jeho mužské potomky. Články 9 až 16 povyšovaly členy císařské rodiny do knížecího stavu, ale rovněž stanovily, že nesmí uzavírat sňatky bez souhlasu císaře.
Zavedením šesti arciúřadů (grandes dignités) a dalších vysokých funkcí (grands officiers) ústava částečně obnovila i šlechtická privilegia.